# 沈斌
沈斌（英語：Joseph Shen Bin；1970年2月—；聖名：若瑟）是天主教中國籍主教，且是中國天主教愛國會成員。現任天主教上海教區主教（2023年-）、中國天主教愛國會副主席（2010年-）、中國天主教主教團主席（2022年-），曾任天主教海門教區主教（2010年-2023年）。

## 生平

### 早年生活
沈斌出生於1970年2月，在中國江蘇省東南部啟東市的一個世代信徒的家庭。1989年，他19歲時進入佘山修院在蘇州的江蘇分院文學班學習。1991年，他21歲入讀北京中國天主教神哲學院。
1996年7月，沈斌在27歲畢業，且於同年10月1日在海門教區啟東曹家鎮天主堂晉鐸。此後，分別擔任海門耶穌聖心堂助理及主任司鐸。1999年，出任海門教區副主教。2002年7月，調任當時的主教公署所在地南通狼山聖母堂出任主任司鐸，以協助郁成才主教（自选自圣）各頂基建。2006年9月至12月期間，在北京修讀中國人民大學首屆的全國宗教界上層人士進修班。

### 牧職
2009年3月，在中國政府的控制下，39歲的沈斌當選成為海門教區主教候選人。其後，獲時任教宗本篤十六世任命為海門教區正權主教。2010年4月21日，沈斌在南通主教公署由沂州教區主教房興耀晉牧。他與同期晉牧的內蒙綏遠總教區主教孟青禄和福建廈門教區主教蔡炳瑞都是同时获聖座及中国政府双方认可。
李山主教任內分別襄禮晉牧2010年的李穌光為江西南昌總教區助理主教、2012年的馬達欽為上海教區輔理主教、2015年的張銀林為河南衛輝教區助理主教和2021年的崔慶琪為湖北漢口總教區主教。
2010年12月9日，當選为中國天主教愛國會副主席及第十二届全国政协委员。2018年1月，当选第十三届全国政协委员。2022年8月18日至21日期間，在武漢召開由中國政府控制的天主教第十次全國代表會議，沈斌獲選為中國天主教主教團主席，以接替昆明總教區主教馬英林。

### 出任主教
2023年4月4日，由沈斌主教出任團長的中國天主教主教團，調任沈斌出任因金鲁贤助理主教和范忠良主教去世而教座出缺10年的上海教區正權主教。就職儀式由吳建林神父主持，中國天主教主教團秘書長楊宇神父宣讀主教團任命書（非教宗任命书）。梵蒂岡新聞室主任布魯尼表示聖座在數天前被告知這一決定，並從媒體獲悉該就職儀式。梵蒂岡消息人士稱這一任命未經教宗批准。教宗方济各最终于7月15日任命了沈斌（若瑟）为中国大陆上海教区主教，将他从江苏省的海门教区调离。